# Bố Y thần tướng
Bố Y thần tướng (tiếng Anh: 'Face To Fate') là một bộ phim truyền hình Hồng Kông do TVB phát hành năm 2006. Phim được chuyển thể từ tác phẩm của nhà văn Ôn Thụy An. Phim dài 30 tập với sự tham gia của các diễn viên: Lâm Văn Long, Lâm Phong, Dương Di, Lý Thi Vận.

## Diễn viên
| Diễn viên        | Vai diễn        | Mô tả |
| ---------------- | --------------- | --- |
| Lâm Văn Long     | Lý Bố Y         | Thầy coi tướng Người yêu của Diệp Mộng Sắc                                                                                   |
| Lâm Phong        | Lại Dược Nhi    | Thần y Người yêu của Yên Dạ Lai Nhân vật phản người hùng                                                                     |
| Dương Di         | Diệp Mộng Sắc   | Người yêu của Lý Bố Y Con gái của Ca Thư Thiên Đệ tử của Phi Ngư Sơn Trang                                                   |
| Lý Thi Vận       | Yên Dạ Lai      | Chủ quán Người yêu của Lại Dược Nhi Thân phận bí mật là Ngọc Phù Dung                                                        |
| Quách Chính Hồng | Liễu Phần Dư    | Sát thủ Người yêu của Thẩm Giáng Hồng                                                                                        |
| Khương Đại Vệ    | Thẩm Tinh Nam   | Chồng của Dược Lan Cha của Thẩm Giáng Hồng Trang chủ của Phi Ngư Sơn Trang Nhân vật phản diện                                |
| Hướng Hải Lam    | Dược Lan        | Vợ của Thẩm Tinh Nam Mẹ kế của Thẩm Giáng Hồng Người yêu cũ của Lý Bố Y Bị Thẩm Tinh Nam giết sau khi biết bí mật của ông ta |
| Hồ Định Hân      | Thẩm Giáng Hồng | Con gái của Thẩm Tinh Nam Người yêu của Liễu Phần Dư                                                                         |
| Lạc Ứng Quân     | Ca Thư Thiên    | Cha của Diệp Mộng Sắc Cung chủ của Thiên Dục Cung Nhân vật phản diện                                                         |